# Francisco Palanco
Francisco Palanco, né à Campo Real en 1657, mort à Jaca le 1er octobre 1720, est un évêque, théologien et philosophe espagnol.

## Biographie
Francisco Palanco entra dans l’Ordre des Minimes, où il exerça longtemps les fonctions de professeur. Il fut Qualificateur de l’Inquisition, examinateur synodal de l’archevêché de Tolède, examinateur au tribunal de la nonciature, Vicaire général pour son ordre dans la Province d’Espagne, et Provincial d’Espagne (1716). Il fut finalement nommé à l’évêché de Jaca en 1717. Dans son ordre, il représente la tendance qui cherchait à résister aux tendances novatrices du minime toulousain Emmanuel Maignan et de ses disciples, et à maintenir le thomisme. Il consacra deux ouvrages importants à cette lutte : Cursus philosophicus juxta miram S. Thomae doctrinam digestus, vol. 1 (Salamanque 1695), vol. 2 (Madrid 1696) vol. 3 (Madrid 1697), et un quatrième volume intitulé Dialogus physico-theologicus contra philosophiae novatores, sive Thomista contra Atomistas (Madrid, 1714), qui lui attira une vigoureuse riposte de Jean Saguens, l’élève et exécuteur testamentaire de Maignan, dans une Atomismus demonstratus et vindicatus ab impugnationibus philosophico-theologicis R.P. Fr. Palanco. Sinon, il rédigea aussi des Opera theologica ad mentem S. Thomae, en 10 volumes in-folio (Madrid, 1706-1731). Certains volumes étaient déjà parus séparément: De Deo uno ; de peccabilitate et impeccabilitate creaturae intellectualis ; de Verbo incarnato ; de fide, spe et caritate (Madrid, 1701) ; De providentia Dei concordata cum humana libertate et sanctitate divina (Salamanque, 1692). Dans son De conscientia humana, il est réputé suivre une voie probabilioriste (d’après Hurter).